# Sula (Norge)
 For alternative betydninger, se Sula. (Se også artikler, som begynder med Sula)
Sula er en økommune i Sunnmøre i Møre og Romsdal fylke i Norge. Sula kommune er omgivet af Ålesund, Giske, Hareid og Ørsta.

## Geografi
Med sine 58 km² er Sula en af de mindste kommuner i Møre og Romsdal, samtidig er den en af de mest tætbefolkede, 119 indbyggere per km². Nord for øen ligger Borgundfjorden og i syd Storfjorden. Øens højeste punkt er Vardane på Sulafjellet (776 moh). Omtrent halvdelen af kommunens indbyggere bor i kommunecenteret Langevåg som ligger ca 30 km fra Ålesund centrum. Men også bygderne Mauseidvåg, Solavågen og Fiskerstrand er godt beboet.

## Historie
Sula var frem til 1977 en del af Borgund kommune. De første bestræbelser for at blive en selvstændig kommune blev allerede fremført i 1919 i Sunnmørsposten. På den tid havde Sula omtrent halvdelen af indbyggerne i Borgund herad som det hed den gang. Fremstødet førte ikke til noget resultat, men da Borgund og Ålesund blev slået sammen i 1968, blussede kampen op igen. Indbyggerne og politikerne på Sula frygtede at øen nu ville blive en udkant i den nu store kommune Ålesund. Fra sammenlægningen med Ålesund og frem til 1977 foregik der en heftig debat. Udskilningen var oppe til behandling flere gange, og i 1976 vedtog Stortinget at Sula skulle skilles fra Ålesund.

## Infrastruktur og erhvervsliv
Sula er et vigtigt trafikknudepunkt da Europavej 39 (kysthovedvejen) går gennem kommunen. En bro og to færgeforbindelser knytter økommunen til de omliggende kommuner.
Kommunen var tidligere en vigtig fiskeri- og landbrugskommune. I dag er flere erhvervsgrene godt repræsenteret, blandt andet møbel, tekstil, skibsbygning, transport og fiskeforædlingsindustri.

## Kultur
Kommunen er basen for Ytre Suløens Jass-ensemble og Brazz Brothers.

## Personer fra Sula (sulalendinger)
- Ole Andreas Devold († 1892), industriherre
- Anton L. Alvestad († 1956), politiker, regeringsmedlem
- Inga Tusvik, politiker, rektor, stortingspolitiker († 1992)
- Magne Lerheim, politiker, statssekretær, stortingsmand († 1994)[3][4]
- Nils Petter Molvær (1960– ), musiker